# Rudi Kargus
Rudolf "Rudi" Kargus, född 15 augusti 1952 i Worms, är en tidigare tysk fotbollsspelare (målvakt). Kargus är mest känd som målvakt i Hamburger SV där han blev tysk cupmästare 1976, cupvinnarcupmästare 1977 samt tysk mästare 1979. Han spelade även tre landskamper för Västtyskland.